# A Year Toward Tomorrow

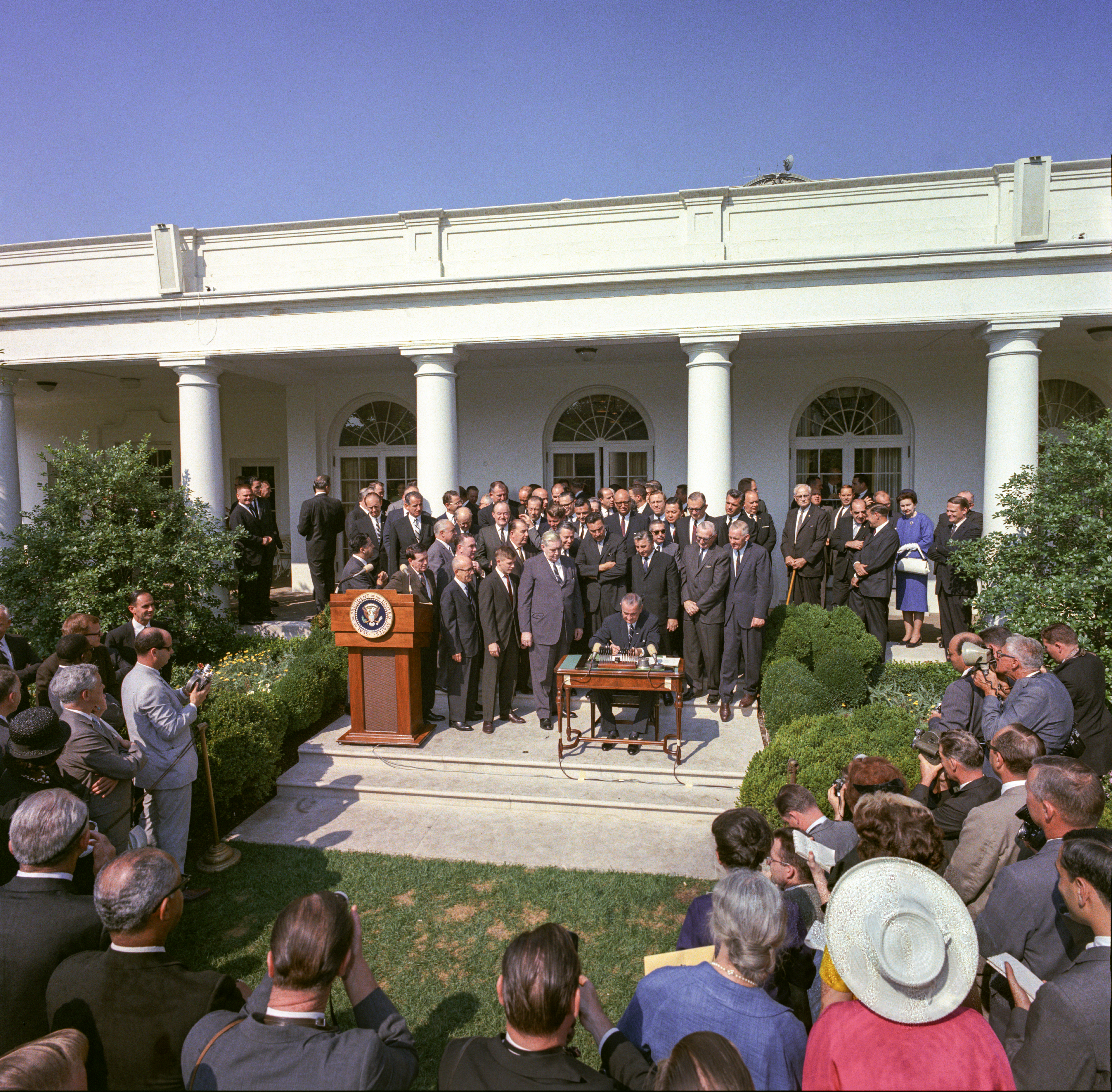
Präsident Lyndon B. Johnson bei der Unterzeichnung des Poverty Bill

A Year Toward Tomorrow (deutsch in etwa Ein Jahr in Richtung Morgen) ist ein US-amerikanischer Dokumentar-Kurzfilm von Edmund A. Levy aus dem Jahr 1966. Levy produzierte den Film auch und wurde bei den 39. Academy Awards mit einem Oscar in der Kategorie „Bester Dokumentar-Kurzfilm“ ausgezeichnet.

## Inhalt
Vorangestellt werden dem Film die Worte: „VISTA-Freiwillige leben und arbeiten ein Jahr lang in allen Teilen Amerikas, wo immer sie dienen sollen. Die Ereignisse in diesem Film sind tatsächlich geschehen und wurden von den VISTAS selbst nachgespielt.“
Die Dokumentation setzt sich mit dem Programm des AmeriCorps VISTA auseinander, einem nationalen Dienstleistungsprogramm zur Linderung von Armut. Ins Leben gerufen wurde VISTA 1961 von dem seinerzeitigen Präsidenten der USA John F. Kennedy. Sein Nachfolger Lyndon B. Johnson griff Kennedys Ideen 1963 nach Kennedys tragischem Tod auf und unterzeichnete 1964 den Economic Opportunity Act, wodurch VISTA als offiziell gegründet galt. Im Januar 1965 begann die erste Gruppe von 20 Freiwilligen ihren Dienst. Ende 1965 waren rund 2000 Freiwillige in den Appalachen, in Wanderarbeiterlagern und in armen Vierteln im Einsatz. Sie taten alles, was in den Gemeinschaften benötigt wurde – Aufbau, Lehre, Landwirtschaft, Mentoring und vieles mehr. 1966 war die Anzahl der Freiwilligen bereits auf 3.600 angewachsen. Sie mussten über achtzehn Jahre alt sein und sich mindestens für ein Jahr zur Verfügung stellen. Ein sechswöchiges Trainingsprogramm ging ihrem Einsatz voraus. Für ihre Arbeit enthielten sie eine kleine Entschädigung sowie eine Essenszulage und nach Abschluss ihres Einsatzes einen zusätzlichen Betrag. Leben mussten sie, wo sie gerade eingesetzt waren, da man glaubte, dass sie nur so Teil der Gemeinschaft derer, um die sie sich kümmern sollten, werden könnten. Im Film wird mittels Einzelfällen verdeutlicht, wie die Arbeit der Freiwilligen vor Ort abläuft und wie vielfältig die Aufgabengebiete sind.
Die Idee, unter den Armen zu leben und zu arbeiten, wurde in den 1960er-Jahren an junge Menschen herangetragen, als mehr als 32 Millionen Amerikaner die Armutsgrenze überschritten hatten. Einige Freiwillige entschieden sich zu bleiben. Jay Rockefeller kam 1964 als Freiwilliger von Vista nach West Virginia und wurde später zum Gouverneur und einem der Senatoren des Staates gewählt.

## Produktion
Produziert wurde der Film von The Office of Economic Opportunity. Ausführender Produzent war Carl V. Ragsdale.

## Auszeichnung
- Oscargewinner 1967: Edmond Levy mit dem Film in der Kategorie „Bester Dokumentar-Kurzfilm“